# Tall Abjad
Tall Abjad (arab. ‏تل أبيض‎, orm. Թել Աբյադ, aram. ‏ܬܠ ܐܒܝܕ‎, inaczej kurd. Girê Spî) – miasto w Syrii w muhafazie Ar-Rakka, przy granicy z Turcją. De facto miasto leży w Kantonie Tall Abjad Regionu Eufratu w składzie Autonomicznej Administracji Północnej i Wschodniej Syrii.
W spisie powszechnym w 2004 miasto liczyło 14 825 mieszkańców.

## Historia
W latach 2016–2019 w miejscowości tej, bez zgody rządu w Damaszku, znajdował się punkt obserwacyjny sił specjalnych US Army, którego celem miało być powstrzymywanie armii tureckiej przed atakiem na Rożawę. Amerykanie dopuścili jednak Turków (swoich sojuszników z NATO) do Tell Abjad we wrześniu 2019. W październiku nastąpiła operacja „Źródło pokoju”, czyli turecka inwazja na Rożawę, i miejscowość znalazła się pod okupacją turecką.
2 listopada 2019 w Tall Abjad w wyniku eksplozji bomby podłożonej w samochodzie przez nieznanego sprawcę zginęło 13 osób.